# 豊原駅
豊原駅（とよはらえき）は、栃木県那須郡那須町大字豊原甲にある、東日本旅客鉄道（JR東日本）東北本線の駅である。

## 概要
栃木県と福島県の県境が近く、栃木県および関東地方では最北に位置する駅である。東北本線は川口駅（京浜東北線列車のみ停車）から当駅までが大宮支社の管轄である。

## 歴史
1887年（明治20年）7月16日に日本鉄道の黒磯駅から郡山駅までの開通に伴い日本鉄道の中間駅、豊原駅（とよはらえき）として開業した。当時黒磯から郡山までに、当駅のほかに白河駅、矢吹駅、須賀川駅が設置された。当駅は現在の位置よりも北東（白坂より）の県境に近い位置に置かれた。
開業からおよそ20年後の1906年（明治39年）11月には日本鉄道が国有化され、さらにその約3年後の1909年（明治42年）10月には線路名称の制定により秋葉原駅から上野駅をへて青森駅までが東北本線とされた。1920年（大正9年）11月には勾配などを避けるために、黒磯駅から白河駅までのルートを変更した。その一環として黒田原駅から白坂駅までがルート変更となり、当駅は現在地に移転した。このときの駅名は開業当初は現在と同じく豊原だった。
1907年（明治40年）8月1日に樺太において開業した樺太庁鉄道樺太東線のウラジミロフカ駅が1908年（明治41年）4月1日に豊原駅（現・ユジノサハリンスク駅）と改称し、また1920年に台湾の台湾総督府鉄道部縦貫線葫蘆墩駅も和風地名である豊原駅と改称してから同名駅が複数あるという状況が続いていたため、1925年（大正14年）4月1日に下野豊原駅（しもづけとよはらえき）に改称となった。
1945年（昭和20年）、樺太の豊原駅へはソ連軍が侵攻し、また台湾は中華民国に接収されたため、当駅は1948年（昭和23年）8月1日に再び元の豊原駅（とよはらえき）に戻された。
1920年の移転時に建てられた駅舎が長らく使われてきたが、2018年（平成30年）8月より新駅舎の建設工事が進められ、2019年（平成31年）2月に完成、3月23日に完成記念式典が開催された。

### 年表
- 1887年（明治20年）7月16日：日本鉄道の豊原駅（とよはらえき）として開業[2]。当初は現在とは異なる位置にあった[4]。
- 1906年（明治39年）11月1日：日本鉄道が鉄道国有法により国有化[4]。
- 1909年（明治42年）10月12日：線路名称制定により東北本線の所属となる。
- 1920年（大正9年）11月1日：黒田原駅から当駅までのルートが変更され、現在地に移転[4]。
- 1925年（大正14年）4月1日：下野豊原駅（しもづけとよはらえき）に改称[5]。
- 1948年（昭和23年）8月1日：再び豊原駅（とよはらえき）に改称[6]。
- 1959年（昭和34年）7月1日：黒磯駅から白河駅までが電化される[4]。
- 1962年（昭和37年）4月16日：貨物の取り扱いを廃止[2]。
- 1976年（昭和51年）1月：ホーム上屋と跨線橋を設置[7]。
- 1984年（昭和59年）2月1日：荷物扱い廃止[2]。
- 1985年（昭和60年）3月14日：無人化[4][8]。
- 1987年（昭和62年）4月1日：国鉄分割民営化により、東日本旅客鉄道の駅となる[2]。
- 2018年（平成30年）8月：駅舎建て替えのため旧駅舎の解体工事を開始する[9]。
- 2019年（平成31年）2月4日：新駅舎利用開始[9][10][4][11]。

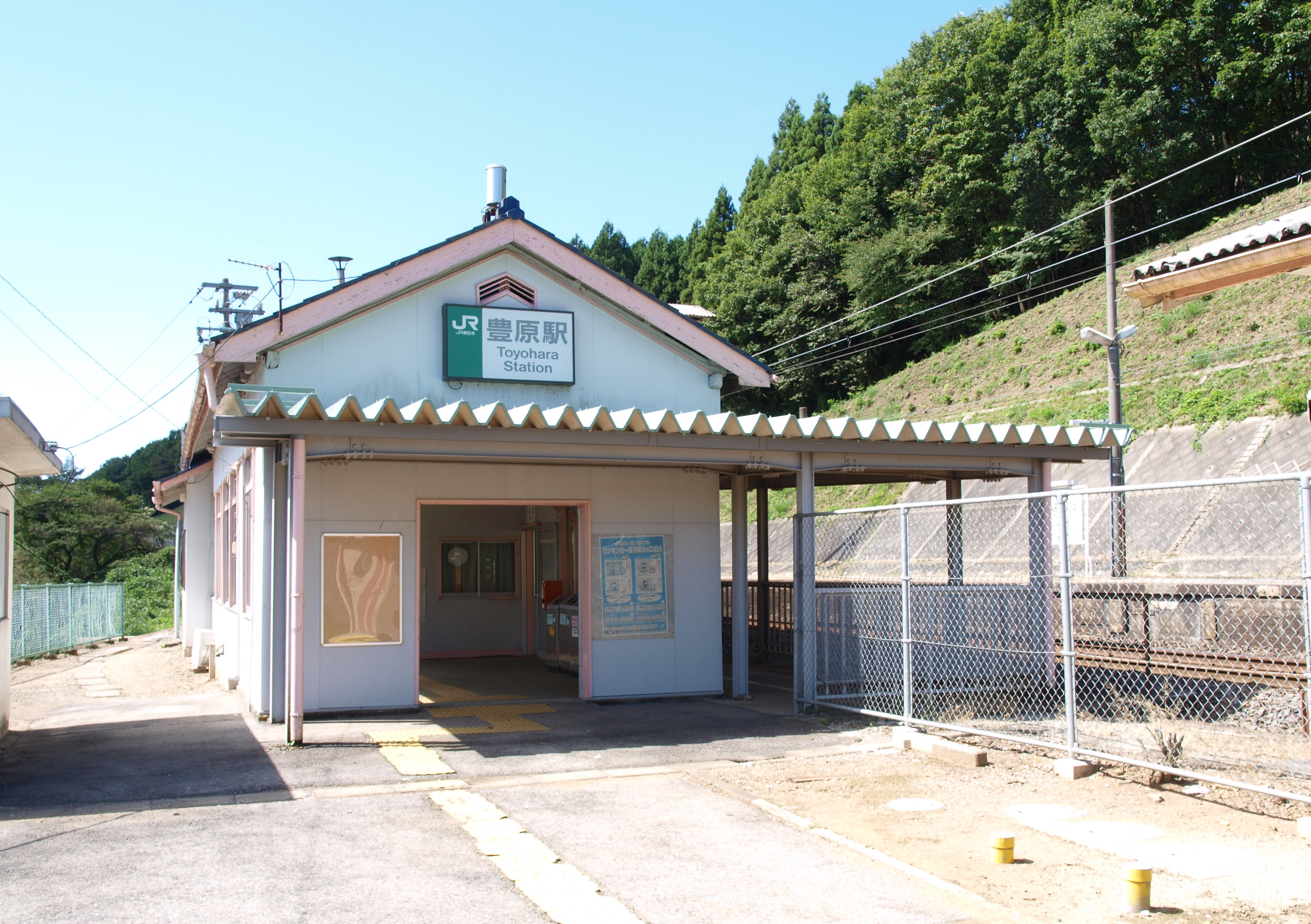
旧駅舎（2010年9月）

## 駅構造
島式ホーム1面2線を持つ地上駅である。ホームへの移動は跨線橋を利用する。駅舎は2019年（平成31年）2月に完成した木造1階建て延べ床面積48平方メートルのもので、那須町の花であるリンドウをかたどった明かり取りが設けられている。

### のりば
| 番線 | 路線      | 方向 | 行先             |
| ---- | --------- | ---- | ---------------- |
| 1    | ■東北本線 | 上り | 黒磯・宇都宮方面 |
| 2    | ■東北本線 | 下り | 白河・福島方面   |

（出典：JR東日本:駅構内図）

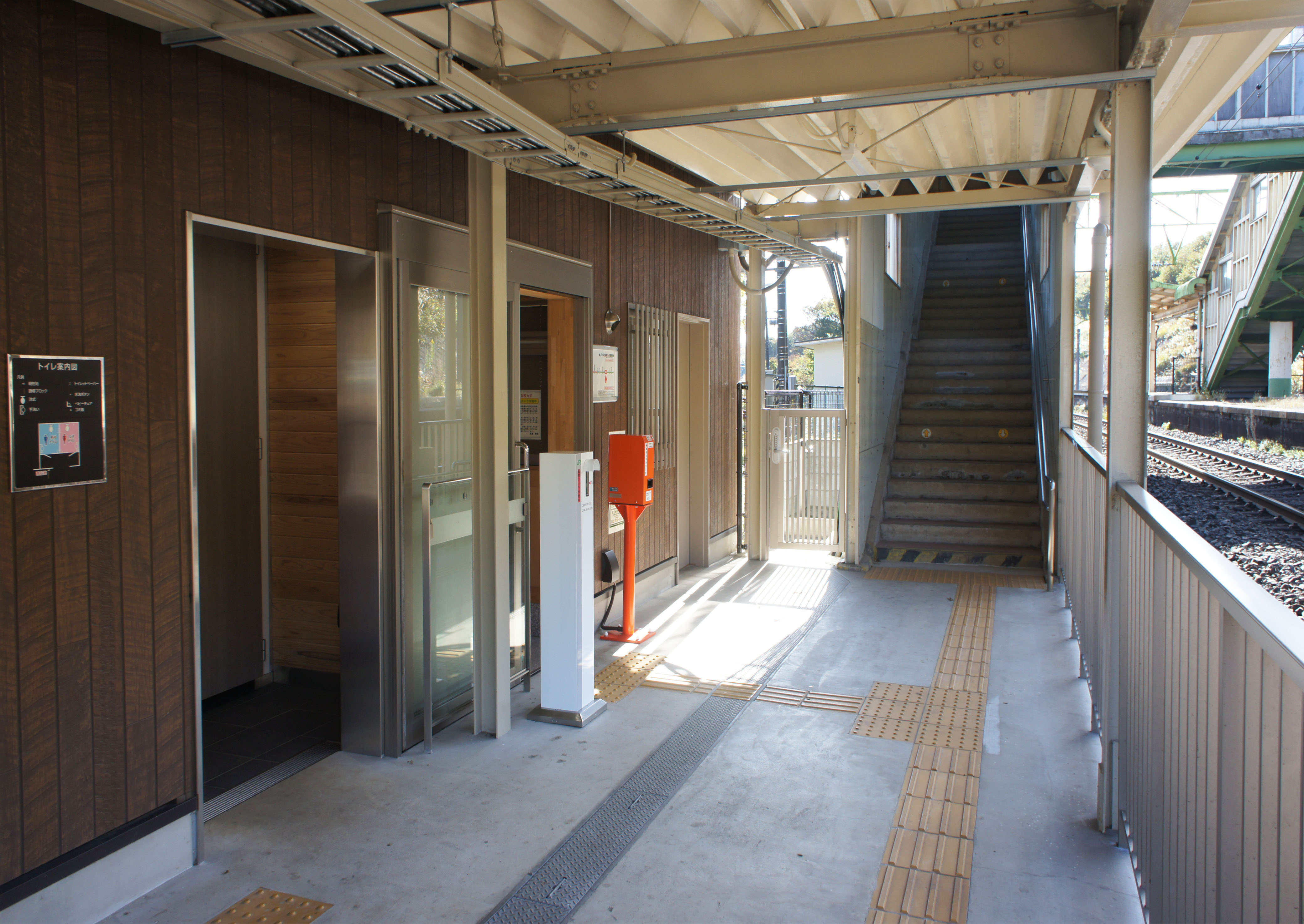
ホーム出入口（2021年10月）
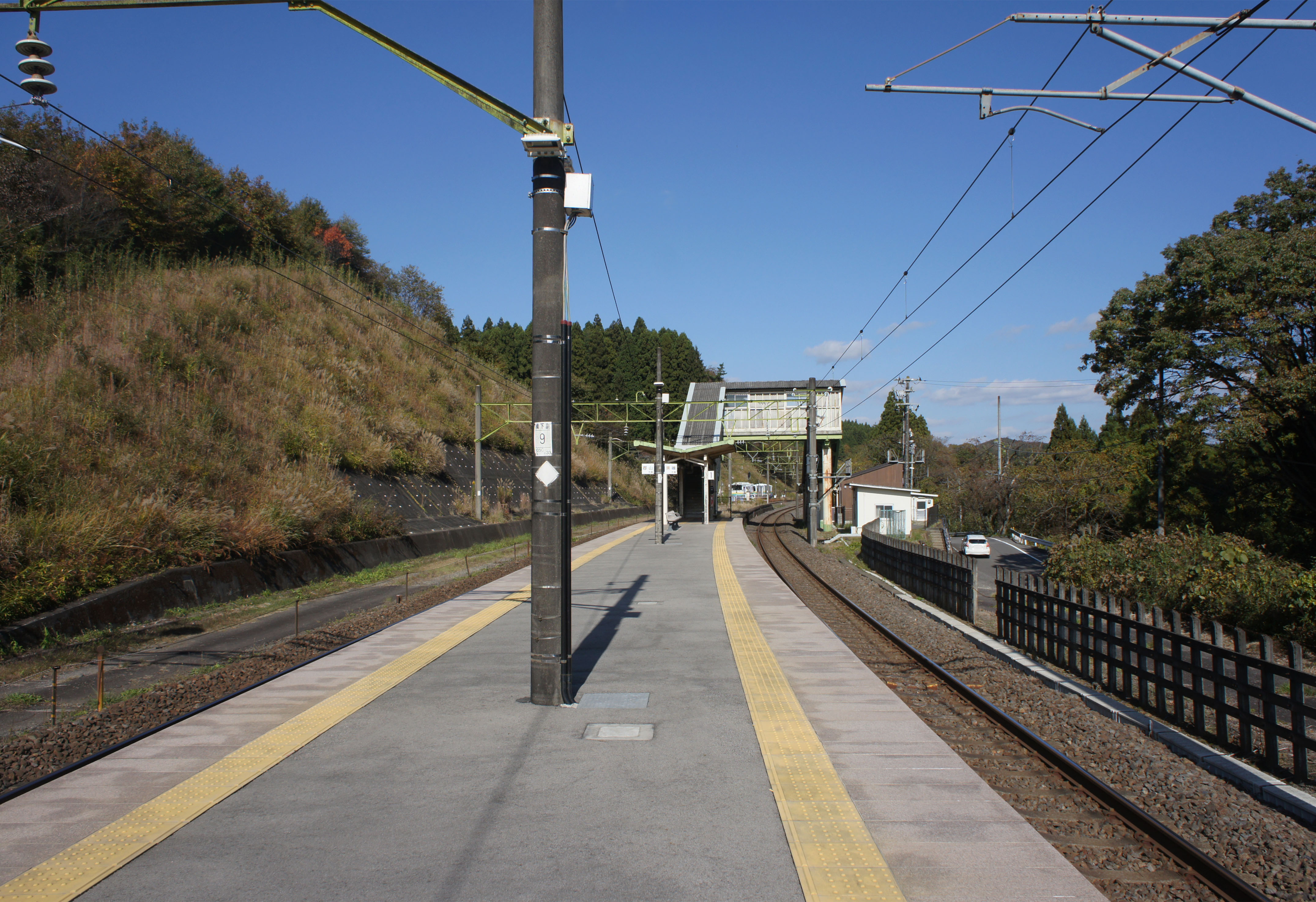
ホーム（2021年10月）

## 利用状況
栃木県統計年鑑によると、1日の平均乗車人員は以下の通りである。
| 乗車人員推移 | 乗車人員推移     |
| 年度         | 一日平均乗車人員 |
| ------------ | ---------------- |
| 2008         | 55               |
| 2009         | 49               |
| 2010         | 55               |
| 2011         | 55               |

## 駅周辺
このあたりは山の奥で林などがあり人家もまばらな場所であり、幹線在来線の駅でありながらファンの間では秘境駅と言われることもある。

当駅の付近には北東にある成沢集落など小規模な集落が点在し、栃木県道186号寄居豊原停車場線や栃木県道105号豊原停車場線などの県道が通る。駅前から10分歩くと黒川が流れ、黒川に架かる橋梁の福島県側に大宮支社・東北本部の境界標が設けられている。また黒川橋梁周辺は国鉄時代から鉄道ファンにとって有名な撮影ポイントとなっている。

## 隣の駅
東日本旅客鉄道（JR東日本）
■東北本線
黒田原駅 - 豊原駅 - 白坂駅